# Mario Golf: Super Rush
Mario Golf: Super Rush è un videogioco di golf sviluppato da Camelot Software Planning per Nintendo Switch. Annunciato nel corso del Nintendo Direct di febbraio 2021, il gioco è uscito il 25 giugno successivo.

## Modalità di gioco
Il gameplay di Mario Golf: Super Rush è simile a quello del suo predecessore della serie Mario Golf, Mario Golf: World Tour. Nel gioco è possibile utilizzare sensori del Joy-Con per simulare il movimento della mazza da golf. È presente una modalità storia in cui è possibile utilizzare il proprio Mii come avatar.

## Accoglienza
Nintendo Life ha dato al gioco un voto complessivo di 7/10, elogiando i controlli intuitivi e prestazioni tecniche fluide, ma criticando il poco incentivo a giocare online e la poca originalità nella creazione delle ambientazioni. Su Metacritic, la critica ha assegnato un Metascore di 70 su 100, mentre gli utenti hanno assegnato un voto utente di 5,6 su 10. Anche qui, i controlli di movimento sono stati elogiati, ma lo scarso contenuto del gioco in modalità giocatore singolo ha ricevuto parecchie critiche, visto inoltre il prezzo del gioco. La rivista italiana Multiplayer ha dato al gioco un voto di 8,2 su 10, apprezzando la fluidità delle immagini e i buoni controlli anche per i principianti.
Game Informer ha assegnato al gioco un voto di 8,25 su 10, mentre IGN ha assegnato al gioco un voto di 6 su 10.